# جمعية علماء الهند
جمعية علماء الهند، هي واحدة من المنظمات الإسلامية الرائدة التي تنتمي إلى مدرسة الفكر الديوبندي في الهند. تأسست عام 1919 من قبل مجموعة من علماء الديوبندية، وانتخب المفتي كفاية الله الدهلوي كأول رئيس للمنظمة.
كانت الجمعية مشاركًا نشطًا في حركة الخلافة بالتعاون مع المؤتمر الوطني الهندي، كما عارضت تقسيم الهند، واتخذت موقفًا مفاده أن المسلمين وغير المسلمين يشكلون أمة واحدة، ونتيجة لذلك خرج من الجمعية فصيل يُعرف باسم «جمعية علماء الإسلام»، وقرروا دعم حركة باكستان.

## التأسيس والمؤسسون
مؤسسو الجماعة في عام 1919 هم العلماء: محمود حسن الديوبندي، ومولانا السيد حسين أحمد المدني، مولانا أحمد سعيد دهلوي، والمفتي كفاية الله الدهلوي، ومفتي محمد نعيم لودهانفي، وأحمد علي لاهوري، وبشير أحمد بهتا، وأنور شاه الكشميري، وعبد الحق أكوروي، وعبد العليم صديق، ونور الدين بيهاري، وعبد الباري الفرنجي محلي.

## وصلات خارجية
- جمعية علماء الهند: الموقع الرسمي.